# Antonio Gava (vescovo)
Antonio Gava (San Giacomo di Veglia, 26 giugno 1795 – 14 marzo 1865) è stato un vescovo cattolico italiano.

## Biografia
Nato a San Giacomo di Veglia il 26 giugno 1795, fu ordinato sacerdote per la diocesi di Ceneda il 19 settembre 1818.
Nel concistoro del 22 giugno 1843 fu preconizzato vescovo di Feltre e Belluno. Ricevette l'ordinazione episcopale il 25 giugno a Roma per l'imposizione delle mani del cardinale Pietro Ostini.
Promosse la costruzione della nuova sede del seminario vescovile di Feltre, affidandone il progetto all'architetto feltrino Giuseppe Segusini. Inaugurò l'imponente edificio neoclassico il 7 novembre 1847.
Il 3 novembre 1852 papa Pio IX accolse la sua rinuncia al governo pastorale delle diocesi di Feltre e Belluno.
Morì il 14 marzo 1865.

## Genealogia episcopale
La genealogia episcopale è:
- Cardinale Scipione Rebiba
- Cardinale Giulio Antonio Santori
- Cardinale Girolamo Bernerio, O.P.
- Arcivescovo Galeazzo Sanvitale
- Cardinale Ludovico Ludovisi
- Cardinale Luigi Caetani
- Cardinale Ulderico Carpegna
- Cardinale Paluzzo Paluzzi Altieri degli Albertoni
- Papa Benedetto XIII
- Papa Benedetto XIV
- Papa Clemente XIII
- Cardinale Bernardino Giraud
- Cardinale Alessandro Mattei
- Cardinale Giacomo Giustiniani
- Cardinale Pietro Ostini
- Vescovo Antonio Gava